# Gabriel Branier
Gabriel Branier (Toulouse, 30 décembre 1904 - Mort pour la France à El-Alamein le 24 octobre 1942) est un militaire français, Compagnon de la Libération. Sous-officier de la Légion étrangère, il rallie les forces françaises libres en 1940 et combat en Norvège, au Moyen-Orient et en Afrique où il est tué au combat lors de la seconde bataille d'El Alamein.

## Biographie
Gabriel Branier naît à Toulouse le 30 décembre 1904. Engagé dans la Légion étrangère dans sa jeunesse, il est déjà un sous-officier expérimenté lorsque survient la Seconde Guerre mondiale
. Au début de l'année 1940, il est affecté à la 13e demi-brigade de Légion étrangère et prend part au sein de cette unité à la campagne de Norvège durant laquelle il participe à la bataille de Narvik
. Lorsque la 13e DBLE revient en France au mois de juin en Bretagne, elle rembarque aussitôt vers l'Angleterre et la plupart de ses hommes, dont Gabriel Branier, choisissent de rallier les forces françaises libres.
Adjoint du commandant de sa compagnie, l'adjudant-chef Branier est particulièrement chargé de l'entraînement et de l'équipement des hommes en préparation pour les combats à venir en Afrique. En septembre 1940, il prend part à l'expédition de Dakar puis à la campagne d'Érythrée contre les Italiens. Affecté au 2e bataillon de la 13e DBLE, il participe en juin 1941 à la campagne de Syrie contre les troupes vichystes puis est engagé dans la guerre du désert. Il combat à la bataille de Bir-Hakeim en mai et juin 1942 et avance jusqu'en Égypte où débute, en octobre, la seconde bataille d'El Alamein.
Au cours de cette dernière, alors que son unité opère sur la colline de l'Himeimat, Gabriel Branier est blessé deux fois de suite dans la nuit du 23 au 24 octobre mais continue néanmoins de combattre à la tête de sa section. Touché une troisième fois, il finit par succomber. Il est inhumé au cimetière militaire de l'Himeimat à El-Alamein.

## Décorations
|  |  |  |

| Chevalier de la Légion d'honneur | Chevalier de la Légion d'honneur | Compagnon de la Libération | Compagnon de la Libération | Croix de guerre 1939-1945 | Croix de guerre 1939-1945 |